# За радянську Батьківщину
«За радянську Батьківщину» (рос. «За советскую Родину») — радянський художній фільм 1937 року, знятий режисерами Рафаїлом та Юрієм Музикантами на кіностудії «Ленфільм».

## Сюжет
За повістю Геннадія Фіша «Падіння Кимас-озера». Дія фільму відбувається в 1921 році на радянсько-фінському кордоні. Шюцкоровські загони увірвалися в Карелію, вбивають радянських активістів, спалюють будинки. У тил противника з особливим завданням — знищити штаб білофінів на Кимас-озері — направлений загін радянських курсантів під командуванням Тойво Антікайнена

## У ролях
- Олег Жаков — Тойво Антікайнен, командир загону курсантів
- Іван Чувельов — Арту
- Іван Селянин — Ялмар
- Петро Кириллов — Ріутта, фінський поручик
- Петро Алейников — Ейно
- Микола Крючков — Юкка, командир партизанського загону
- Павло Волков — Юргі
- Микола Черкасов — командувач фронтом
- Лідія Карташова — Максимівна
- Володимир Лукін — голова сільради
- Сергій Філіппов — шюцкоровець
- Костянтин Назаренко — довготелесий партизан
- Степан Крилов — курсант
- Петро Пирогов — Матті

## Знімальна група
- Режисери — Рафаїл Музикант, Юрій Музикант
- Сценаристи — Рафаїл Музикант, Юрій Музикант, Геннадій Фіш
- Оператор — Євген Величко
- Композитор — Олексій Животов
- Художники — Павло Зальцман, Михайло Цибасов